# 拉德克·乔帕尔
拉德克·乔帕尔（捷克語：Radek Ťoupal，1966年8月16日—），捷克男子冰球运动员。他曾代表捷克斯洛伐克、捷克参加1992年和1994年冬季奥林匹克运动会冰球比赛，其中1992年冬季奥运会获得一枚铜牌。